# Maelestes gobiensis
Maelestes gobiensis és una espècie de mamífer prehistòric similar a les musaranyes descobert el 1997 al Gobi. Aquest animal visqué a finals del Cretaci, fa uns 71-75 milions d'anys, al mateix temps que dinosaures com Velociraptor o Oviraptor. El descobriment i l'anàlisi d'aquesta espècie suggereixen que els euteris autèntics aparagueren més o menys a l'època de l'extinció dels dinosaures fa 65 milions d'anys, no anteriorment en el Cretaci com es pensava abans.